# Bürglen UR
| UR ist das Kürzel für den Kanton Uri in der Schweiz. Es wird verwendet, um Verwechslungen mit anderen Einträgen des Namens Bürglen zu vermeiden. |

Bürglen ist eine Einwohnergemeinde im Schweizer Kanton Uri.

## Geographie

Historisches Luftbild von Werner Friedli 1963

Bürglen, auch das Tellendorf genannt, liegt südöstlich des Kantonshauptorts Altdorf am Eingang zum Schächental. Nebst dem Dorf gibt es an beiden Talhängen zahlreiche Streusiedlungen. Durch Bürglen fliesst der Schächen.
Nur 113 ha oder 2,1 % der Gemeinde sind Siedlungsfläche. Davon sind 61 ha Gebäude- oder Industrieareal und 46 ha Verkehrsfläche. Weit bedeutender ist die Landwirtschaftsfläche mit 2733 ha oder einem Anteil von 51,4 %. Darunter befinden sich grosse Alpgebiete, welche grösstenteils hinter dem Kinzigpass liegen. Diese bedecken eine Fläche von 2022 ha. Weitere 702 ha sind Wies- und Ackerland. Ausserdem sind 1056 ha oder beinahe 20 % des Gemeindeareals von Wald und Gehölz bedeckt. Unproduktives Gebiet umfasst den Rest des Gemeindegebiets, nämlich 1411 ha oder 26,6 %. Es handelt sich fast ausschliesslich um vegetationslose Flächen (Hochgebirge) oder Gebiete mit unproduktiver Vegetation (hochalpine Vegetation).
Bürglen grenzt im Westen an Attinghausen, Altdorf UR und Flüelen, im Norden an Sisikon und die schwyzerischen Gemeinden Riemenstalden und Muotathal, im Südosten an Unterschächen und Spiringen und im Süden an Schattdorf.

## Bevölkerung
| Bevölkerungsentwicklung | Bevölkerungsentwicklung |
| Jahr                    | Einwohner               |
| ----------------------- | ----------------------- |
| 1743                    | 910                     |
| 1799                    | 1150                    |
| 1860                    | 1312                    |
| 1880                    | 1482                    |
| 1888                    | 1497                    |
| 1900                    | 1656                    |
| 1950                    | 2723                    |
| 1970                    | 3401                    |
| 1980                    | 3456                    |
| 2000                    | 3963                    |
| 2010                    | 3982                    |
| 2020                    | 3934                    |
| 2023                    | 3861                    |

Die Einwohnerzahl wuchs in der zweiten Hälfte des 18. Jahrhunderts stark an (1743–1799: +26,4 %). Danach folgte ein langsameres Wachstum bis 1860 (1799–1860: +14,1 %). Seither wächst die Bewohnerschaft mit Ausnahme der 1880er- und 1970er-Jahre stark. Von 1900 bis 1950 um 1067 Personen oder 64,4 %; zwischen 1950 und heute um 1239 Personen oder 45,5 %. Ursache für das enorme Wachstum sind die Nähe zu den Verkehrssträngen und die landschaftliche Lage.

### Sprachen
Die Bevölkerung spricht eine hochalemannische Mundart. Fast die gesamte Einwohnerschaft spricht als tägliche Umgangssprache deutsch. Bei der letzten Volkszählung im Jahr 2000 gaben 96,70 % Deutsch, 1,01 % Serbokroatisch und 0,46 % Albanisch als Hauptsprache an.

### Religionen – Konfessionen
Die Bevölkerung war früher vollumfänglich Mitglied der römisch-katholischen Kirche. Die Konfessionsverhältnisse im Jahr 2000 lassen immer noch die ursprüngliche Struktur erkennen. 3540 Personen waren katholisch (91,28 %). Daneben gab es 4,74 % evangelisch-reformierte und 0,83 % orthodoxe Christen, 0,74 % Muslime und 1,50 % Konfessionslose. 23 Personen (0,59 %) machten keine Angaben zu ihrem Glaubensbekenntnis.

### Herkunft – Nationalität
Von den Ende 2005 3962 Bewohnern waren 3823 (96,49 %) Schweizer Staatsangehörige. Die Zugewanderten stammen mehrheitlich aus Mitteleuropa (Deutschland), aus Südeuropa (Italien) und dem ehemaligen Jugoslawien (Serbien/Montenegro und Kroatien). Bei der Volkszählung 2000 waren 3701 Personen (95,44 %) Schweizer Bürger; davon besassen 70 Personen die doppelte Staatsbürgerschaft.

### Altersstruktur
Die Gemeinde zählt einen hohen Anteil an jüngeren Leuten. Während der Anteil der Personen unter zwanzig Jahren knapp 28,36 % der Ortsbevölkerung ausmacht, sind nur knapp 18,62 % Senioren (60 Jahre und älter). Das Durchschnittsalter liegt bei 36 Jahren.
Bei der letzten Volkszählung im Jahr 2000 ergab sich folgende Altersstruktur:
| Alter  | 0–6 Jahre | 7–15 Jahre | 16–19 Jahre | 20–29 Jahre | 30–44 Jahre | 45–59 Jahre | 60–79 Jahre | 80 Jahre und mehr |
| Anzahl | 384       | 497        | 219         | 477         | 916         | 663         | 571         | 151               |
| Anteil | 9,90 %    | 12,82 %    | 5,65 %      | 12,30 %     | 23,62 %     | 17,10 %     | 14,72 %     | 3,89 %            |

## Politik

### Legislative
Die Gemeindeversammlung bildet die Legislative. Sie tritt meistens zweimal jährlich zusammen.

### Exekutive
Der siebenköpfige Gemeinderat bildet die Exekutive. Er ist nebenamtlich tätig. Derzeitige Gemeindepräsidentin ist Claudia Gisler-Walker (Die Mitte) (Stand 2024). Sie steht dem Gemeinderat vor. Der Gemeinderat setzt sich aus folgenden Parteien zusammen: 3 Vertreter der CVP, 1 SVP, 1 FDP und 2 parteilose.

## Wirtschaft

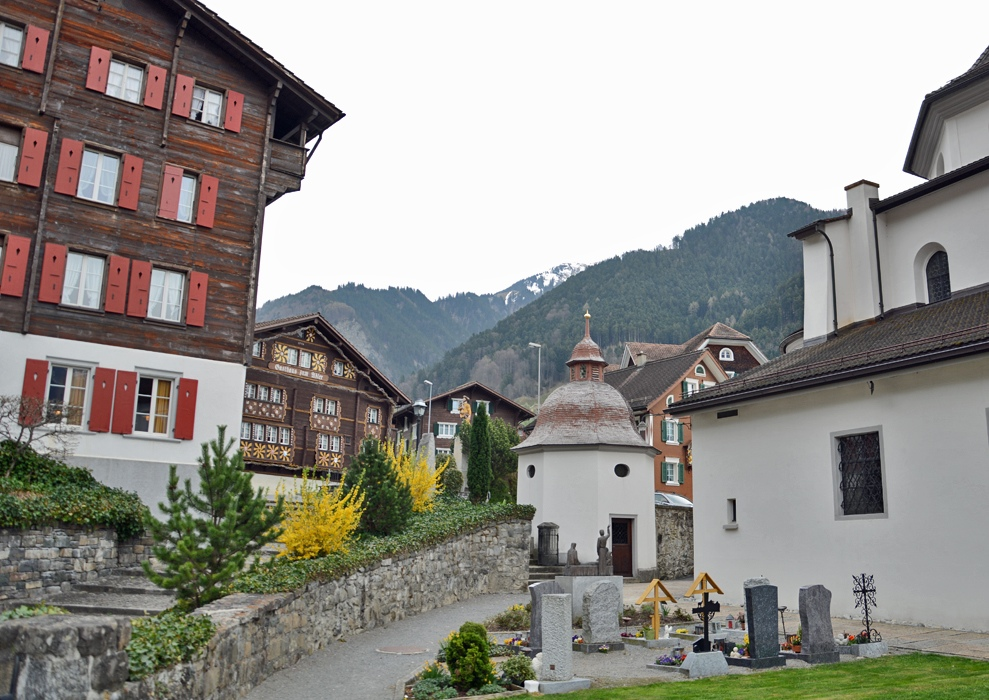
Dorfkern

Im Jahr 2005 gab es 126 Landwirtschaftsbetriebe, die 284 Arbeitsstellen anboten. Industrie und Gewerbe beschäftigten in 35 Arbeitsstätten 727, der Dienstleistungsbereich in 79 Betrieben 733 Personen (Beschäftigung auf Vollzeitstellen umgerechnet). Die Volkszählung 2000 ergab 141 Landwirtschafts- und Forstbetriebe mit 346 Beschäftigten. Die Betriebszählung 2001 kam auf 33 Industrie- und Gewerbebetriebe mit 1008 und 76 Dienstleistungsunternehmen mit 649 Beschäftigten. Die früher dominierende Landwirtschaft ist immer noch von Bedeutung. Das Tellendorf konnte sich dadurch sein ländliches Aussehen bewahren. Dieser Eindruck eines Bauerndorfes wird unterstrichen durch die grosse Anzahl der landwirtschaftlichen Betriebe. Keine Urner Gemeinde zählt mehr Landwirtschaftsbetriebe und mehr Beschäftigte in der Landwirtschaft als Bürglen. Dennoch ist heute ein Grossteil der erwerbstätigen Bürgler ausserhalb des Bauernberufs tätig. Von den im Jahr 2000 1892 erwerbstätigen Personen Bürglens arbeiteten 742 (39,22 %) in der eigenen Gemeinde. Insgesamt bot der Ort 1334 Menschen Arbeit an, von denen 742 (55,62 %) Einheimische waren.
Bürglen steht im wirtschaftlichen Einflussbereich des Industriezentrums Altdorf/Schattdorf, wo beinahe die Hälfte der erwerbstätigen Bürglerinnen und Bürgler ihren Arbeitsplatz haben. Die 1150 Wegpendler verrichten ihre Arbeit grösstenteils in anderen Gemeinden des Kantons Uri. Darunter 552 Personen in Altdorf, 167 in Schattdorf, 68 in Erstfeld, 40 in Flüelen und 22 in Seedorf. Bedeutende Arbeitsorte ausserhalb des Kantons sind die Stadt Luzern (31 Personen) und die Gemeinde Schwyz (28), sowie Stans (22) im Kanton Nidwalden. Im Weiteren gab es 592 Zupendler. Diese kamen hauptsächlich aus Altdorf (161 Personen), Schattdorf (155), Spiringen (33), Erstfeld und Seedorf (je 32), Flüelen (29), Unterschächen und Attinghausen (je 28) sowie Silenen (24).

## Bildung und Kultur

### Schulwesen
Es gibt 5 Schulhäuser, sowie 4 Kindergärten, 13 Primar- und 7 Oberstufenabteilungen. 2021 gab es ungefähr 400 Kinder, welche die Schule in Bürglen besuchten. Rund 70 Schülerinnen und Schüler verpflegen sich täglich mit einem einfachen Menü am Tagestisch («Suppi»). Es sind dies vorwiegend Kinder, die aufgrund von langen Schulwegen (länger als 30 Gehminuten) während der Mittagszeit nicht nach Hause gehen können.

### Jugend
Für die Jugend in Bürglen und Umgebung steht seit 1999 ein Jugendtreff zur Verfügung.

## Geschichte
Der Ort wird erstmals im Jahre 857 unter dem Namen Burgilla urkundlich erwähnt. Damals schenkte König Ludwig der Deutsche die Kapelle in Bürglen samt den Leibeigenen, Zehnten, Feldern, Wiesen, Wäldern und allem Zubehör als lebenslängliche Pfründe dem Priester Berold, vermutlich weil er viele Jahre der Königstochter Hildegard, Äbtissin des Klosters zu St. Felix und Regula (dem heutigen Fraumünster Zürich), treu diente.
Im Jahre 875 wird die Pfarrkirche Sankt Peter und Paul erstmals erwähnt. Der jetzige Bau stammt aber von 1681 und wurde von Johann Jakob Scolar erbaut.
Bürglen gilt als die Heimat Wilhelm Tells, des Schweizer Nationalhelden.

## Sehenswürdigkeiten

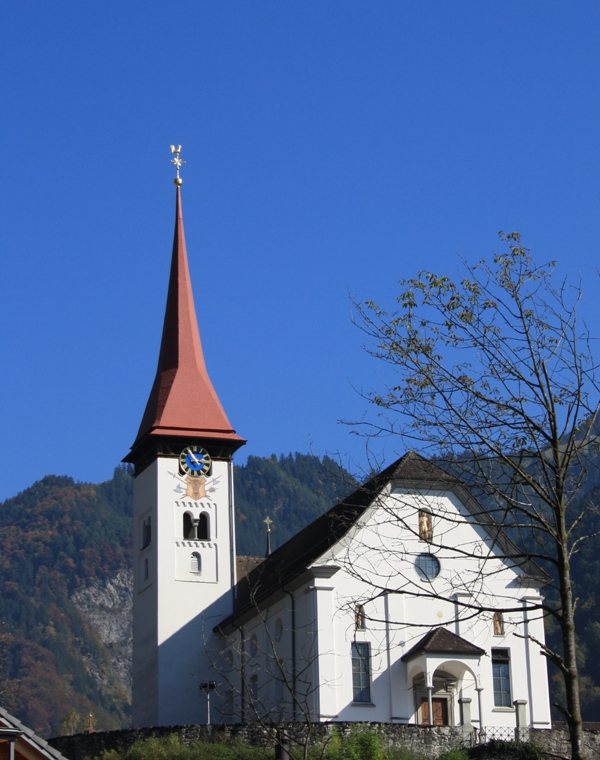
Kirche von Bürglen
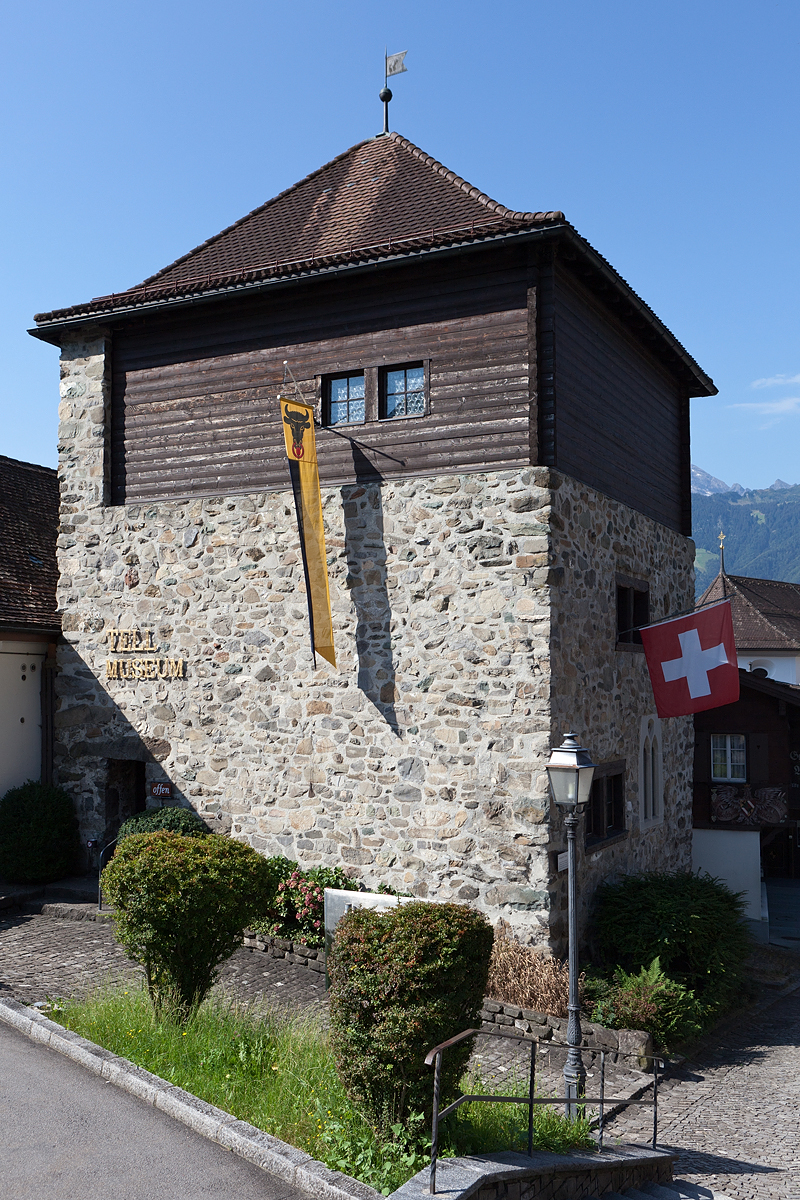
Tell-Museum
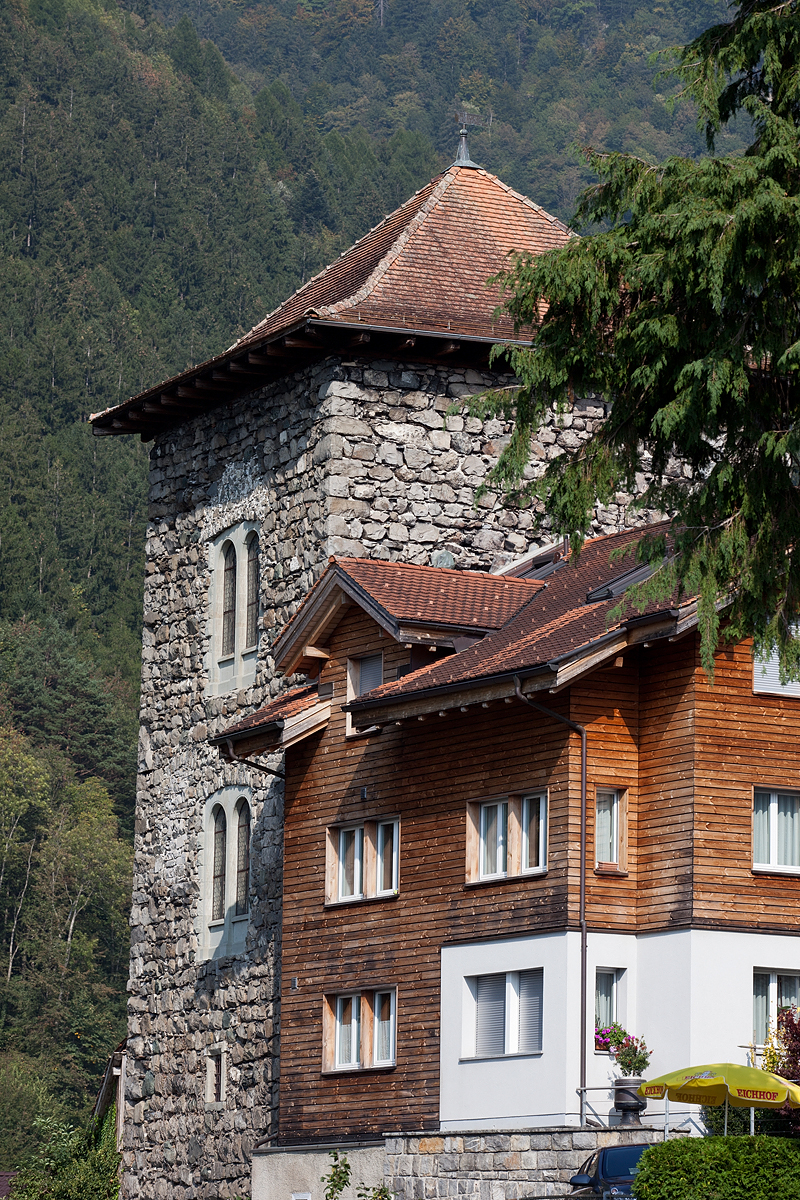
Meierturm
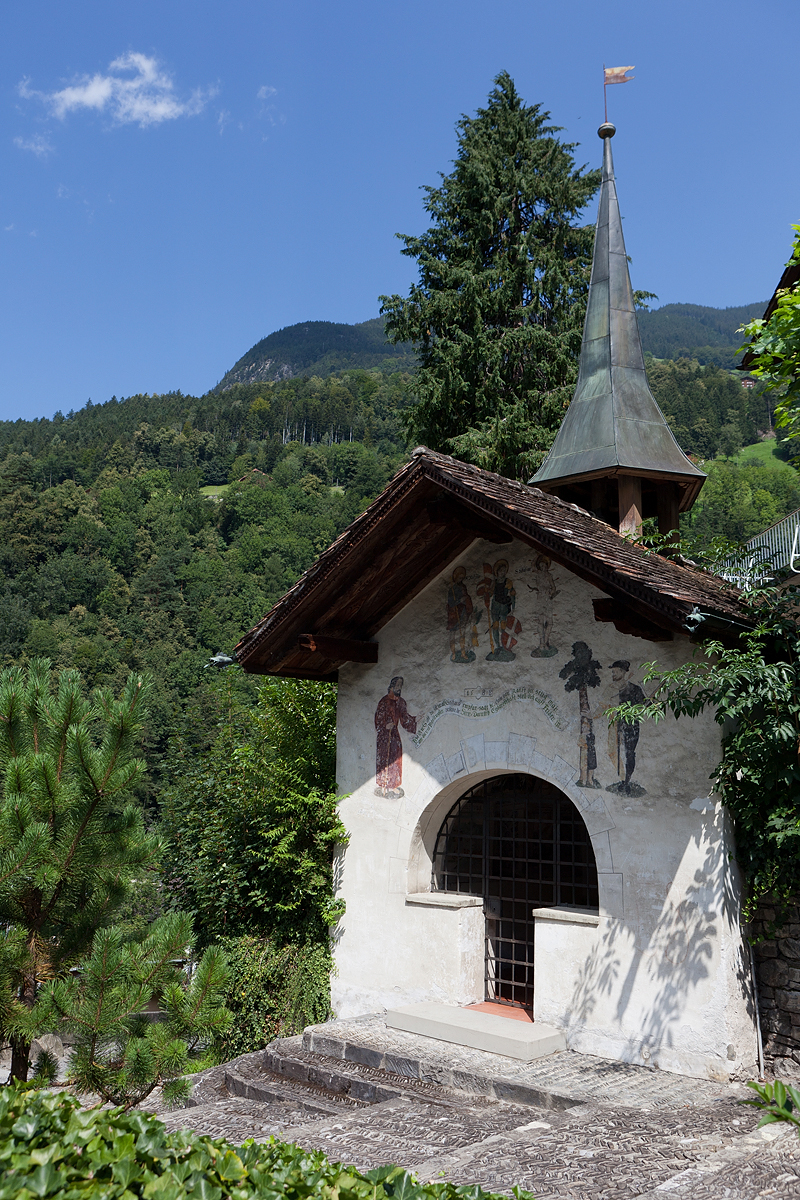
Tell-Kapelle
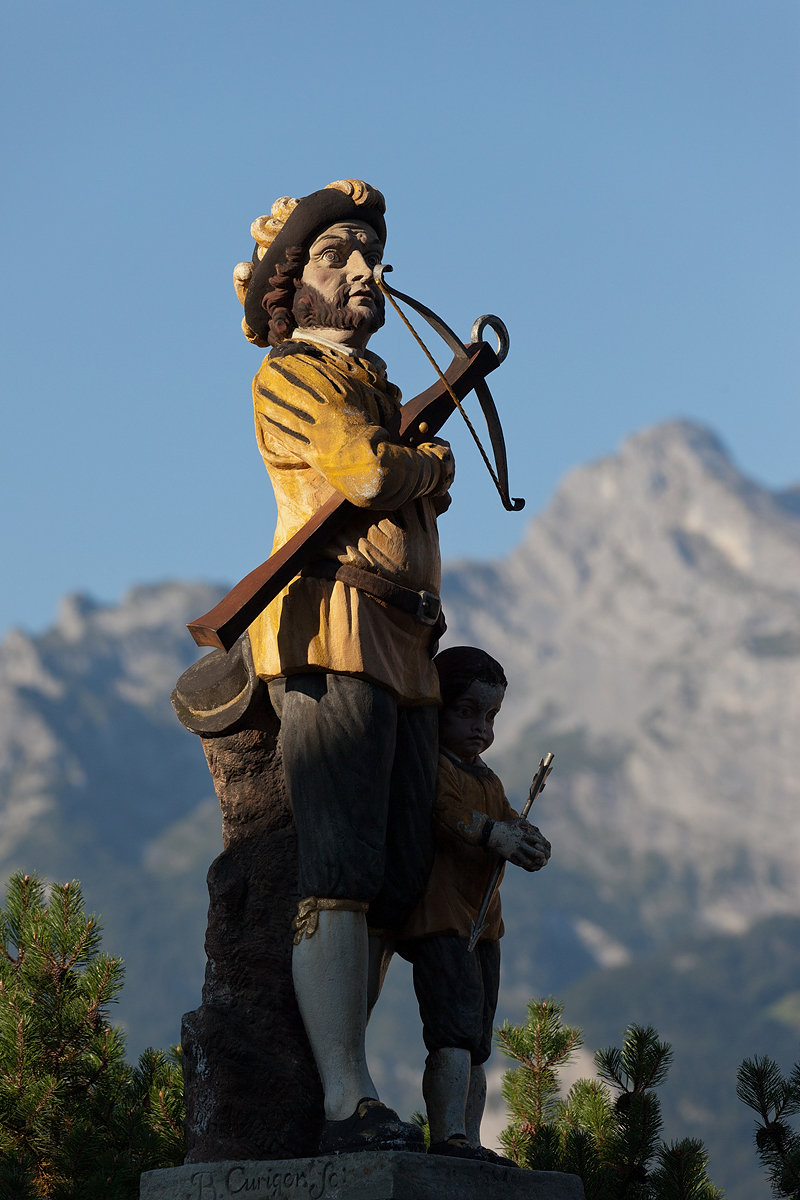
Tell-Brunnen
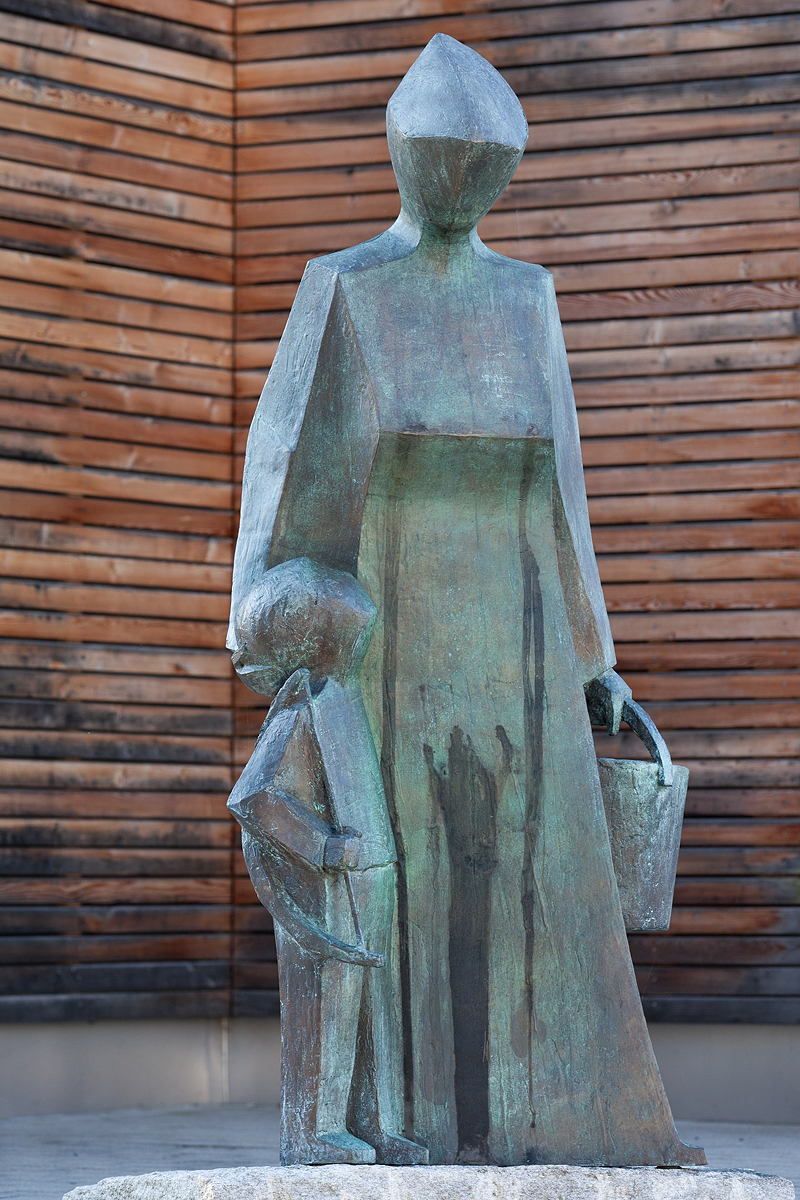
Frau Tell mit Wilhelm
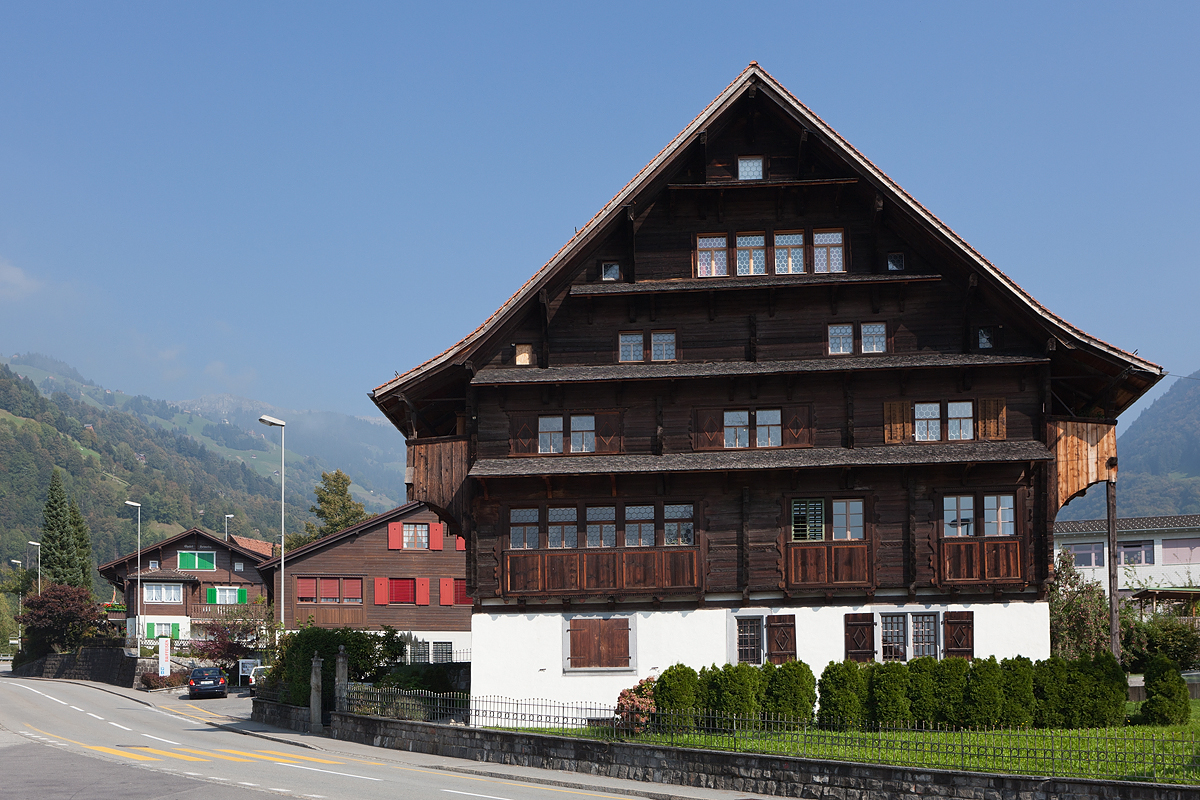
Haus Spielmatt (Kulturgüterschutz)
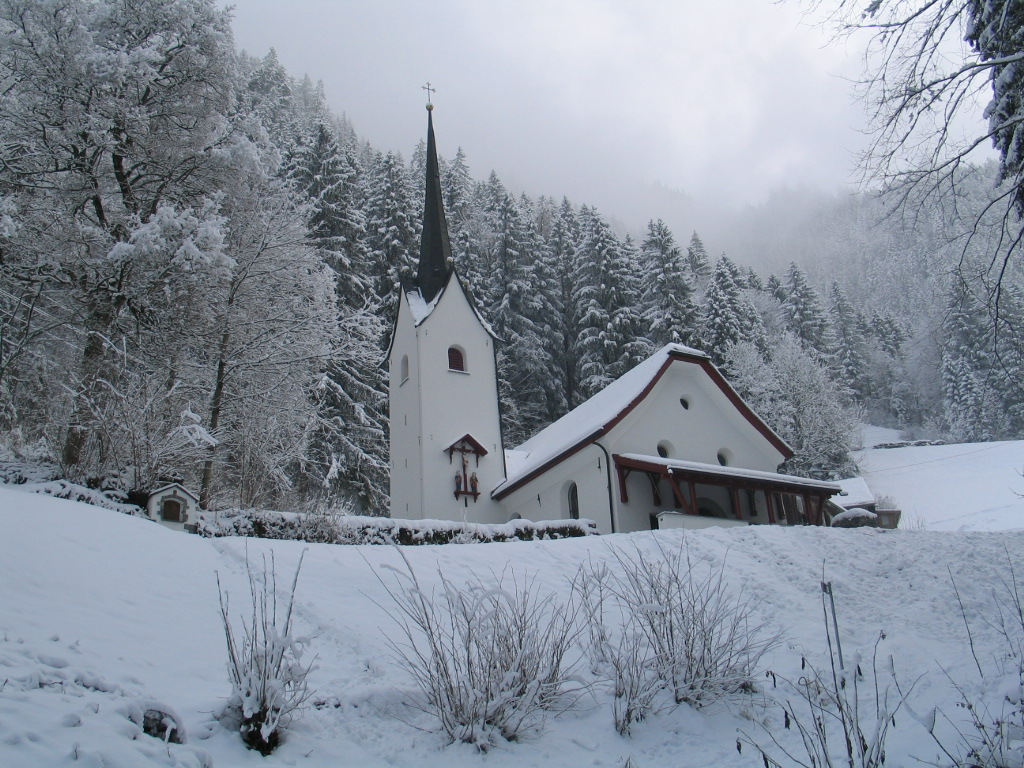
Kapelle im Riedertal

## Wappen
Das Gemeindewappen zeigt die vier Türme zu Bürglen, diese existieren immer noch und stammen aus dem 12. Jahrhundert. Der sogenannte Meierturm besteht in seiner ursprünglichen Form. Der zweite Turm beherbergt seit 1966 das Tell-Museum. Der dritte und vierte Turm bilden die Grundmauern des Hotels Tell und des Pfarrhauses.

## Persönlichkeiten
- Josef Konrad Scheuber (1905–1990), Geistlicher und Begründer des Tell-Museums; Ehrenbürger von Bürglen
- Lisa Elsässer (* 1951), Schriftstellerin, geboren in Bürglen.
- Bruno Risi (* 1968), mehrfacher Weltmeister im Bahnradsport und vielfacher Sieger bei Sechstagerennen, lebt mit seiner Familie in Bürglen.
- Dani Arnold (* 1984), Extrembergsteiger, aufgewachsen in Biel ob Bürglen, lebt in Bürglen.